# 2-Ноненаль
2-ноненаль — ненасичений альдегід. Безбарвна рідина є важливим компонентом аромату витриманого пива, гречки, огірків, прілої трави, жиру, старих книг. Вносить характерну ноту запаху у потові виділення людей старечого віку.

## Характеристики запаху
Запах цієї речовини сприймається змішано, схоже на ірис, жир і огірки. Його запах пов'язують зі зміною запаху людського тіла під час старіння. Із цією речовиною асоціюється запах людей старечого та похилого віку, по запаху одежі яких можна безпомилково визначити її належність старій людині. Подальші дослідження показали, що альдегід є продуктом дій бактерій на вакценову та пальмітолеїнову кислоти, обидві з яких виявляються в поті та їх частка збільшуються з віком. Хімічна інактивація цієї сполуки або конкурентна дія інших пахучих речовин на нюхові рецепори є предметом пошуків у парфумерній промисловості.